# Psittacara chloropterus
El aratinga de La Española (Psittacara chloropterus), también llamado perico de La Española, periquito de La Española, o periquito antillano, es una especie del género Psittacara de la familia de los loros (Psittacidae). Habita de manera endémica en la República Dominicana.

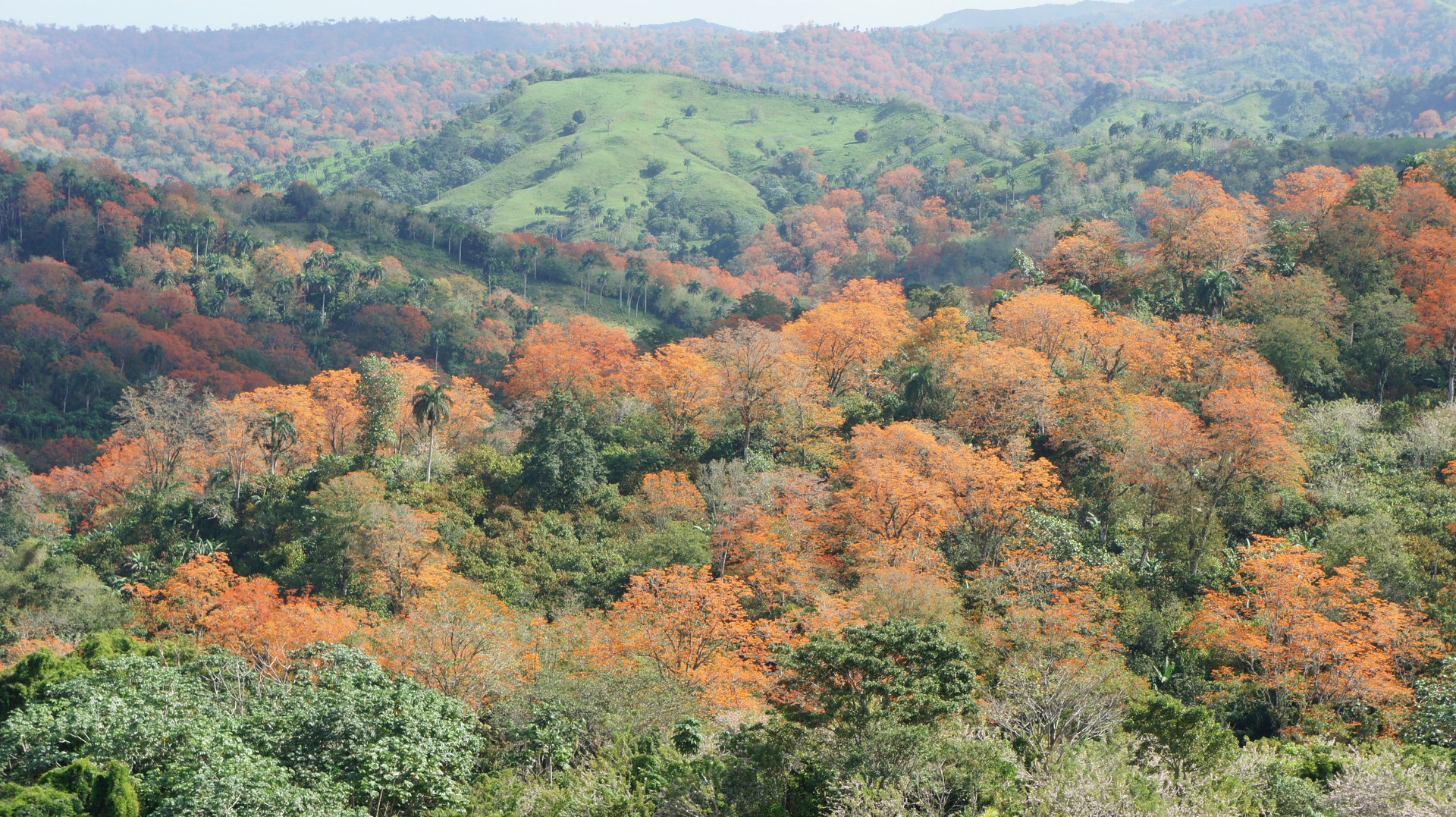
Selva en Amapolas-Jobanas; el hábitat de este taxón.

## Hábitat y distribución
Psittacara chloropterus sólo sobrevive en la isla de La Española compartida por República Dominicana y Haití, en este último tal vez ya esté extinta, pues no se la vuelto a registrar en el parque nacional La Viste, el que anteriormente se incluía en su geonemia.

### Subespecies
Esta especie se subdivide en 2 subespecies:
- Psittacara chloropterus chloropterus  - Habita en la isla La Española.
- Psittacara chloropterus maugei  - Habitaba en la isla de Mona al oeste de Puerto Rico, pero se extinguió alrededor del año 1900.[4] Considerada una especie diferente por algunos autores.

Muy similar en su aspecto y tamaño a Psittacara leucophthalmus, por lo que algunos autores la consideran posiblemente conespecíficos. Formaría una superespecie con Psittacara euops.

## Conservación
La destrucción de su hábitat y su captura para el comercio han contribuido a la disminución de sus poblaciones, habiendo desaparecido de varias áreas de su distribución original; es así que se encuentra extinta la subespecie endémica de la isla de Mona. La subespecie típica posiblemente ya esté extinta en Haití.
Dado que tiene un rango de distribución pequeño, y que su hábitat fue intensamente desforestado, la Lista Roja de especies amenazadas de la UICN la lista (a la especie) como «Vulnerable»; también aparece en el Apéndice l del Convenio sobre el Comercio Internacional de Especies Amenazadas de Fauna y Flora Silvestre (CITES). En los países en donde se distribuye está protegida por diversas leyes y decretos.